# Pedro Porter Casanate
Pedro Porter Casanate (* (getauft) 30. April 1611 in Saragossa, Spanien; † 27. Februar 1662 in Concepción, Chile) war ein spanischer Offizier und Entdecker. Er amtierte von 1656 bis zu seinem Tod als Gouverneur von Chile.

## Leben

### Herkunft und Jugend
Porter wurde als zweites von sieben Kindern von Juan Porter und seiner Ehefrau Esperanza Casanate geboren. Sein Vater war Staatsanwalt (spanisch: fiscal) von Aragón. Pedro Porter studierte zunächst in seiner Heimatstadt. 1627 heuerte er bei der königlichen Armada an und brachte es dort vom Fähnrich bis zum Kapitän.

### Schnelle Karriere auf See
Sein erster Feldzug führte ihn in die Karibik, wo er gegen die Engländer kämpfte, die St. Kitts und Nevis besetzt hatten. Er war sehr an Nautik interessiert und unterhielt einen Briefwechsel mit den führenden Kapazitäten seines Landes auf diesem Gebiet. 1634 veröffentlichte er ein Buch über Fehler in den nautischen Tabellen der Spanier. Im gleichen Jahr wurde er zum Kapitän zur See ernannt.

### Vergeblicher Versuch, eine Entdeckungsfahrt zu starten
Sein Interesse an Entdeckungen und der Kartografierung neuer Länder führte dazu, dass er dem Vizekönig von Neuspanien, Rodrigo Pacheco y Osorio, Marqués de Cerralvo, vorschlug, zu erkunden, ob Niederkalifornien tatsächlich eine Halbinsel ist oder ob es eine nördliche Durchfahrt aus dem Golf von Kalifornien in den Pazifik gäbe. Die Genehmigungen und die Finanzierung dieser Expedition zog sich in die Länge. 1637 entschied sich Porter, sein Vorhaben direkt in Spanien beim Indienrat, dem höchsten Gremium der Kolonialverwaltung, vorzutragen. Auf der Fahrt nach Europa geriet er bei Havanna in die Gewalt des holländischen Piraten Cornelis Corneliszoon Jol (genannt: Pie de Palo – Holzbein), der ihn für mehrere Monate auf Curaçao festhielt, bevor er nach Europa weiterreisen konnte.

### Dienst in Europa
Mit Urkunde von 1638 genehmigte König Philipp IV. Porters Vorhaben. Dieser war in der Zwischenzeit aber unter dem Admiral Lope de Hoces im Krieg gegen Frankreich im Einsatz. Am 31. März 1640 erreichte er mit einer neuen königlichen Lizenz Neuspanien und war nun selbst zum Admiral ernannt.
Porter Casanate war seit 1641 ein Mitglied des Orden de Santiago.

### Expeditionen in Mittelamerika
1643 enthob Philipp IV., der spanische König, Casanate seines Amtes bei der Armada. Noch im selben Jahr begab er sich von Cádiz nach Cartagena de Indias, im heutigen Kolumbien. Von dort aus durchquerte er den Kontinent bis zur Küste von Mexiko. Dort hielt er sich drei Jahre lang auf, um die Gegend für die spanische Krone kolonisieren zu können.

### Amtszeit als Gouverneur von Chile
1656 wurde er zum Gouverneur von Chile ernannt. In dieser Funktion führte er den Arauco-Krieg gegen die Mapuchen. Er führte dieses Amt bis zu seinem Tod 1662 fort.